# Glen Ballard
Glen Ballard (Natchez, 1 maart 1953) is een Amerikaans muziekproducent.
Ballard werkte samen met vele topartiesten als Céline Dion, Aretha Franklin, Michael Jackson, Barbra Streisand en Aerosmith. Hij won drie Grammy Awards voor de nummers die hij produceerde voor Alanis Morissette.
Ook heeft hij het album Who's Your Momma van zangeres Anouk geproduceerd, dat in november 2007 is uitgekomen.
Ballard werd opgenomen in de Mississippi Musicians Hall of Fame en kreeg in 2024 een ster op de Hollywood Walk of Fame.

## Discografie
Ballard is producent van of medewerker aan de volgende albums:
- Break Out (1983)
- Workin' It Back (1985)
- Bad (1987)
- Forever Your Girl (1989)
- Shut Up And Dance (1990)
- Curtis Stigers (1991)
- Shadows And Light (1992)
- Trey Lorenz (1992)
- Alone In A Crowd (1993)
- Greatest Hits: Songs From An Aging Sex Bomb (1993)
- Lea Salonga (1993)
- Love Come Down: The Best Of Evelyn 'Champagne' King (1993)
- Jagged Little Pill (1995)
- My Cherie (1995)
- Naked And Sacred (1995)
- Time Was (1995)
- Van Halen Best Of Volume One ("We Wise Magic" en "Can't Get This Stuff No More")
- Supposed former infatuation junkie (1998)
- Return of Saturn (2000)
- Limited Edition - Judith Owen (2000)
- Bliss 66 - Trip to the 13th (2001)
- The One (2001)
- Everyday (2001)
- Stripped (2002)
- Pearl Days (2004)
- Jagged Little Pill Acoustic (2005)
- Stories of a Stranger (2005)
- Anastacia (2004)
- All I Need
- Lighting Up The Night
- Let Love In (2006)
- P.O.D. (2006)
- Dark Road (2007)
- Inside Out (2007)
- Songs of Mass Destruction (2007)
- Who's Your Momma (2007)